# Médula ósea amarilla
La médula ósea amarilla se constituye de adipocitos y hematíes dispersos y participa en la formación de la sangre.
En los adultos se sitúa en el interior de los huesos largos, y es una fuente de reserva energética. La médula ósea roja es predominante en los recién nacidos, a partir de los 25 años comienza el reemplazo de médula ósea roja por médula ósea amarilla. En un adulto joven la relación médula ósea roja y médula ósea amarilla es 50/50, respectivamente.